# Joanna Sadowska
Joanna Katarzyna Sadowska – pracownik naukowy Uniwersytetu w Białymstoku, prodziekan do spraw nauki Wydziału Historyczno-Socjologicznego Uniwersytetu w Białymstoku, doktor habilitowany, profesor UwB.

## Życiorys
Absolwentka Uniwersytetu Warszawskiego w 1992 roku. W 1999 roku uzyskała stopień doktora nauk humanistycznych w Instytucie Historii Uniwersytetu w Białymstoku . Temat pracy:Jędrzejewiczowska reforma oświaty w latach 1932-1933 .  W 2011 uzyskała stopień naukowy doktora habilitowanego w Instytucie Studiów Politycznych PAN . Temat pracy: „Sercem i myślą związani z Partią": Związek Młodzieży Socjalistycznej (1957-1976). Polityczne aspekty działalności” .

## Publikacje
Publikacje :
- „Sercem i myślą związani z Partią”. Związek Młodzieży Socjalistycznej (1957 – 1976): Polityczne aspekty działalności, Warszawa 2010
- Ku szkole na miarę Drugiej Rzeczypospolitej. Geneza, założenia i realizacja reformy Jędrzejewiczowskiej, Białystok 2001.
- Uniwersytety Robotnicze ZMS – szlachetna idea czy narzędzie indoktrynacji?, „Przegląd Historyczno-Oświatowy” 2005.
- „Rewolucja w niebezpieczeństwie czyli o początkach Związku Młodzieży Socjalistycznej”[w:] Polska i jej sąsiedzi w XX wieku, pod red. H. Konopki, D. Boćkowskiego, Białystok 2004.
- Kierownicza siła młodego pokolenia czy dodatek do aparatu partyjnego? – dyskusja działaczy po rozwiązaniu ZMP, „Studia Podlaskie” 2004.
- Wychowanie państwowe i jego odbicie w programach szkolnych doby sanacji, „Res Historica” 2004.
- Wpływ ustawodawstwa jedrzejewiczowskiego na szkolnictwo prywatne w II Rzeczypospolitej, [w:] Funkcja prywatnych szkół średnich w II Rzeczypospolitej, red. E.J. Kryńska, Białystok 2004.
- Marzec 1968 r. w Białymstoku, „Studia Podlaskie” 2003, t. 13.
- Nowy typ szkoły średniej – licea ogólnokształcące w II Rzeczypospolitej {w:] Dzieje kształtowania się polskich instytucji oświatowych, pod red. E.A. Mierzwy, Piotrków Trybunalski 2002.
- Ustawodawstwo jedrzejewiczowskie wobec szkolnictwa mniejszości narodowych w II Rzeczypospolitej, [w:] Edukacja, państwo, naród w Europie Środkowej i Wschodniej XIX i XX w., pod red. A. Bilewicz, R. Gładkiewicza, S. Walasek, Wrocław 2002.